# Lucas Kåhed
Lucas Carl-Fredrik Kåhed, född 26 juli 2002 i Säffle, är en svensk fotbollsspelare som spelar för IFK Göteborg. Han har även gjort flera landskamper på ungdomsnivå.